# Barry Dierks
Barry Dierks (1899 – 20 de febrero de 1960), fue un arquitecto estadounidense del Movimiento Moderno. Él fue activo en Francia, principalmente en la Costa Azul a partir de 1925 hasta los años cincuenta. 

## Biografía
Hijo de W. C. Dierks, director ejecutivo de C. C. Mellor (empresa de pianos), Barry Dierks estudió arquitectura en El Instituto Carnegie de Tecnología de Pittsburgh, de donde obtuvo su diploma en 1921. Continuó sus estudios en la École des beaux-arts de Paris de París, en el taller de Léon Jaussely.
La necesidad de garantizar su estadía en Francia le llevó a aceptar un trabajo en el banco Choillet. Aquí, él hizo el conocido el director del banco, el coronel Eric Sawyer, antiguo oficial del ejército británico, que se volvió en su amante y pareja de toda la vida. En 1925, los dos decidieron irse y establecerse en el sur de Francia. Esta decisión cuidadosamente considerada se basa en la profesión de Dierks y la creciente demanda de villas en una región donde los clientes ricos -- muchos de los cuales eran británicos -- se estaban construyendo.
En Théoule-sur-Mer en los Alpes-Marítimos, ellos descubrieron un lugar aislado de 6000 m² en una península privada en al Pointe de l’Esquillon con una cala de difícil acceso y una playa privada, donde construyeron su casa, la Villa Le Trident. Este primer intento fue notado por los amigos de Eric y se volvió en el emblema de la habilidad de Dierks. 
Entre 1925 y 1960, el año de la muerte de Dierks, más de 100 comisiones – diseños, remodelaciones y ampliaciones de villas existentes – han sido contadas. Su base de clientes, formó de aristócratas, artistas y líderes de negocios, parecía haber sido construido de boca en boca. Dierks y su compañero fueron participantes activos en la vida social de la Riviera francesa.
En los éxitos de Dierks, esta rica y cultivada clientela encontraron la respuesta a sus deseos para una modernidad sutil y sin excesos. El arquitecto construyó para ellos edificios elegantes y funcionales, donde los puntos de vista y la luz del Mediterráneo fueron hábilmente resaltados.
Durante la Segunda Guerra Mundial, Barry Dierks guio operaciones humanitarias antes de salir de la regione; y, Eric Sawyer se unió a la Resistencia. En 1946, el general Georges Cartroux señaló su consideración, a este respecto, en una nota elogiosa en el libro de visitas de la Villa Le Trident.
En 1956, la pierna de Dierks fue amputada después de una enfermedad. Él murió el 20 de febrero de 1960, con Eric Sawyer le sobrevive hasta 1985.

## Logros
Según un estudio publicado en 2004, se han reportado 102 obras dirigidas por Dierks. Entre estas comisiones, 66 fueron para los clientes británicos y 25 fueron para los clientes franceses. Casi una cuarta parte de las villas construidas fuera por aristócratas.·
La tabla a continuación se presenta una lista parcial de las obras de Barry Dierks
| Fecha | Nombre                 | Cliente                     | Dirección                                             | IGPC           |
| ----- | ---------------------- | --------------------------- | ----------------------------------------------------- | -------------- |
| 1925  | Villa Le Trident       | Barry Dierks                | 8, impasse Renoir, Théoule-sur-Mer                    |                |
| 1927  | Villa La Mauresque     | Somerset Maugham            | 52, boulevard du Gal-de-Gaulle, Saint-Jean-Cap-Ferrat | n.º IA06000981 |
| 1928  | Villa La Reine Jeanne  | Paul-Louis Weiller          | Hameau de Cabasson, Bormes-les-Mimosas                |                |
| 1930  | Villa Saint-Ange       | Hedwige d’Ursel             | Le Brusc, Six-Fours-les-Plages                        | n.º IA83000435 |
| 1932  | Château de l'Horizon   | Maxine Elliott              | Route du Bord-de-mer, Golfe-Juan, Vallauris           |                |
| 1932  | Domaine de L'Oustaroun | Marquise de Brantes         | 763, chemin des Salles, Vence                         |                |
| 1932  | Villa Les Aspres       | Marquise de Ganay           | Grasse                                                |                |
| 1933  | Manoir Eden Roc        | Marquess of Cholmondeley    | Golfe-Juan                                            |                |
| 1936  | Villa Lilliput         | Amiral-comte Antoine Sala   | 40, boulevard James-Wyllie, Antibes                   | n.º IA06001101 |
| 1937  | Villa Lou Vieï         | Herman Rogers               | 10 bis, ancien chemin de Vallauris, Cannes            | n.º IA06000561 |
| 1937  | Villa Zéro             | Mrs. Grant Milnes           | 416, chemin de la Mosquée, Antibes                    | n.º IA06001165 |
| 1937  | Villa Sous le Vent     | Mrs. Sidney Allen           | impasse Félix, Antibes                                | n.º IA06001166 |
| 1937  | Mas de Terrafial       | Frederick Price             | 3, avenue Ziem, Cannes                                | n.º IA06000364 |
| 1937  | Villa Tanah Merah      | George Benjamin Edward Keun | 64, avenue des Pins, Antibes                          | n.º IA06001245 |
| 1937  | Villa Le Beaurevoir    | Diarmid Campbell-Johnson    | 450, avenue Mrs.-L.-D.-Beaumont, Antibes              | n.º IA06001174 |
| 1938  | Pavillon de bains      | M. y Mme Boissevain         | 365, chemin de la Mosquée, Antibes                    | n.º IA06001175 |
| 1938  | Villa Aujourd'hui      | Mrs. Audrey Chadwick        | 1546, boulevard Maréchal-Juin, Antibes                | n.º IA06001178 |
| 1939  | Villa Ad Astra         | Général Catroux             | 13, avenue Ziem, Cannes                               | n.º IA06000365 |
| 1939  | Villa La Cassine       | Comte Damien de Martel      | 112 bis, boulevard Francis-Meilland, Antibes          | n.º IA06001187 |
| 1940  | Villa Casa Lauretta    | Grace Moore                 | Mougins                                               |                |
| 1940  | Villa Casa Estella     | Mrs. Aubrey Cartwright      | impasse Félix, Antibes                                | n.º IA06001164 |
| 1940  | Villa Aigue-Marine     | Howard Wilcox               | 490, chemin de la Mosquée, Antibes                    | n.º IA06001236 |
| 1940  | Villa Patenôtre        | Raymond Patenôtre           | 38, boulevard Montfleury, Cannes                      | n.º IA06000568 |
| 1940  | Clos de la Garoupe     | Lord y Lady Norman          | 1311, chemin de la Garoupe, Cap d'Antibes             | n.º IA06001210 |
| 1950  | Villa Le Clocher       | Lord y Lady Norman          | 1472, chemin de la Garoupe, Antibes                   | n.º IA06001154 |
| 1950  | Cottage d'Eilenroc     | Mr. y Mrs. Beaumont         | 460, avenue Mrs. L-D Beaumont, Antibes                | n.º IA06001161 |
| 1951  | Villa Hier             | Anthony Edgar Somers        | 374, avenue Mrs. L-D Beaumont, Antibes                | n.º IA06001173 |
| 1952  | Villa La Folie         | Willoughby Norman           | chemin de la Croé, Cap d'Antibes                      | n.º IA06001211 |
| 1952  | Cottage de la Garoupe  | Lord y Lady Norman          | 1530, chemin de la Garoupe, Cap d'Antibes             | n.º IA06001153 |
| 1956  | Villa Piccola Bella    | Mme G.L.P. Woodward         | 122, avenue de Vallauris, Cannes                      | n.º IA06000628 |
| 1958  | Villa Moschetti        | Joseph Moschetti            | 18, rue Boucicaut, Cannes                             | n.º IA06000620 |
| 1960  | Villa du Bord de mer   | Lord y Lady Norman          | 1472, chemin de la Garoupe, Antibes                   | n.º IA06001221 |